# 山本ふみこ
山本 ふみこ（やまもと ふみこ、本名・山本 富美子、1958年11月26日 - ）は、日本の随筆家。北海道小樽市出身。自由学園最高学部卒。出版社勤務をへて文筆家。武蔵野市教育委員会委員。

## 著書
- 『元気がでる美味しいごはん』晶文社　1994　「元気がでるふだんのごはん」講談社文庫
- 『ふだんの暮らしがおもてなし』晶文社　1997
- 『老後を楽しく暮らす家』建築資料研究社　2001　コンフォルト・ブックス
- 『暮らしのポケット 「少し」の生活をたのしむコツ』大和書房　2002
- 『食卓の力 「くり返し」を楽しむ暮らし』晶文社　2002
- 『台所で元気になる したかったのは、「少し」の生活』大和書房　2002
- 『食卓のこころ』PHPエディターズ・グループ 2003
- 『わたしの葬儀 「旅立ち」をめぐる21のヒント』晶文社出版 2003
- 『子どもと食べる毎日のごはん かあさんの料理ノート』岩崎書店　2004
- 『わたしの献立帖 ふだんのごはんのたのしみ』大和書房　2004
- 『親がしてやれることなんて、ほんの少し』オレンジページ　2005
- 『台所あいうえお』バジリコ　2006
- 『人づきあい学習帖』オレンジページ　2006
- 『家族のさじかげん』家の光協会　2007
- 『子どもと一緒に家のこと。 おてつだい12か月』ポプラ社　2007
- 『こぎれい、こざっぱり 山本さんの愉快な家事手帖』オレンジページ　2008
- 『おいしいくふうたのしいくふう 山本さんの愉快な家事手帖 2』オレンジページ　2009
- 『おとな時間の、つくりかた』PHPエディターズ・グループ 2009
- 『わたしの節約ノート 節度をもって、約しく暮らす』PHPエディターズ・グループ 2009
- 『朝ごはんからはじまる』毎日新聞社　2010
- 『片づけたがり　山本さんの愉快な家事手帖 3』オレンジページ　2010
- 『そなえることは、へらすこと。 ゆとりや思いやりを生む、風。』メディアファクトリー　2011
- 『足りないくらいがおもしろい　山本さんの愉快な家事手帖 4』オレンジページ　2011
- 『まないた手帖』毎日新聞社　2011
- 『不便のねうち 山本さんの愉快な家事手帖 5』オレンジページ　2012
- 『山本さんちの毎日の手紙のようなお弁当』PHPエディターズ・グループ 2012
- 『台所から子どもたちへ　山本さんの愉快な家事手帖6』オレンジページ　2013
- 『ふみこよみ 春夏秋冬暮らしのおと』技術評論社　2013